# Zesde klas
De Zesde klas was een zevendelige jeugdserie van de Nederlandse omroep IKON die in 1980 en 1981 in de vooravond werd uitgezonden in afleveringen van 25 minuten.
Het verhaal speelt zich af in een zesde klas van een lagere school zomaar ergens in Nederland. Huib Rooymans speelt de hoofdrol van meester Hein Borstel. De leerlingen zijn rond de twaalf jaar oud en moeten worden klaargestoomd voor de middelbare school. 
De kinderen maken van alles mee en hebben grote of kleine problemen en beleven leuke of minder leuke dingen. Meester Hein is een geduldig persoon en staat altijd voor de leerlingen klaar om problemen op te lossen of zaken bespreekbaar te maken. Ze kunnen altijd terecht bij meester Hein die meestal wel een oplossing weet.
De onderwerpen zijn divers en tijdloos maar wel typisch voor de tijd rond 1980. Zo zijn er kinderen van wie de ouders in echtscheiding liggen, zijn er kinderen die ten onrechte van iets beschuldigd worden en is er jaloezie onderling. Ook komen er allochtone leerlingen in de klas te zitten, wat in die tijd nog niet zo vaak voorkwam, die bijvoorbeeld voor hun ouders moesten vertalen op een ouderavond omdat deze geen Nederlands spraken. 
Seksuele voorlichting en emancipatie van de vrouw kwam in de serie nog niet aan de orde. 
Naast de kinderen waren er ook nog de rollen van  Meester Nico (Theo de Groot), Meester Piet (Jaap Donselaar), Meester Hans (Coen Pronk), Juffrouw Valeria (Annette de Vries) en de Handwerkjuf (Elsje de Wijn).
Daarnaast speelden onder meer een rol als ouder Marlies van Alcmaer, Brûni Heinke, Tom van Beek, Ferd Hugas, Bert Buitenhuis en Catharina Feith. 
De Zesde klas is in 1981 onderscheiden met de Kinderkast televisieprijs. 